# Хорст Хрубеш
Хорст Хрубеш (Хам, 17. април 1951) бивши је немачки фудбалер.
Године 1975. потписао је професионални уговор са прволигашем Рот-Вајс Есеном. Пре тога играо је у аматерским клубовима Германија Хам, Хамер СпВг и Вестунен. За две сезоне у Бундеслиги одиграо је 48 утакмица и постигао 38 голова. Иако је Рот-Вајс избачен у другу лигу, остао је још једну сезону и постигао је 42 гола у 35 утакмица. После тога за њега су показали интересовање други немачки клубови. На крају је прешао у Хамбургер.
Његов боравак у тиму Хамбурга се поклопио са златним годинама тог клуба. Са екипом је постао првак Европе и троструки шампион државе. У сезони 1981/1982. био је најбољи стрелац Бундеслиге са 27 голова.
После Хамбургера, играо је две сезоне у Стандарду из Лијежа, а потом једну годину у Борусији из Дортмунда.
За репрезентацију Западне Немачке је одиграо 21 утакмицу и постигао 6 голова. Био је првак Европе 1980. године победом на Белгијом резултатом 2:1, постигао оба гола у финалу. У полуфиналу Светског првенства 1982. против Француске, постигао је одлучујући пенал за победу са 6:5 после извођења једанаестераца. Финале, које је Западна Немачка изгубила од Италије са 3:1, његов је последњи меч за национални тим.
Као тренер, Хрубеш је водио тимове Рот-Вајс Есен и Динамо Дрезден, али без већег успеха. Тренирао је репрезентацију до 19 година. Био је селектор женске фудбалске репрезентације Немачке.

## Успеси

### Репрезентација
Западна Немачка
- Европско првенство:  прво место 1980. Италија.
- Светско првенство:  друго место 1982. Шпанија.